# Lilo Gloeden
Elizabeth Charlotte Lilo Gloeden, född Kuznitzky 9 december 1903 i Köln, död 30 november 1944 i Plötzenseefängelset i Berlin, var en hemmafru i Berlin. 
Tillsammans med sin mor Elisabeth Kuznitzky och make Erich Gloeden hjälpte hon personer som var förföljda av nazisterna att gömma sig. En av dessa var Carl Goerdeler, vilket ledde till att Gloeden, hennes mor och make blev arresterade av Gestapo. Den 30 november 1944 blev de tre avrättade genom halshuggning.